# Antonio Scialoja
Pour les articles homonymes, voir Scialoja.
Antonio Scialoja  (né le  1er août 1817 à San Giovanni a Teduccio, un quartier populaire de Naples, en Campanie et mort le 13 octobre 1877, à Procida) est une personnalité politique du royaume d'Italie, héros ayant participé à la libération et au rattachement du royaume des Deux-Siciles à l'Italie. 

## Biographie
Antonio Scialoja est un économiste italien, diplômé de droit à l'université de Naples en 1841, il devient professeur d'économie politique à l'Université de Turin en 1846. 
En 1848 Antonio Scialoja devient ministre de l'Agriculture et du Commerce dans le gouvernement libéral de Carlo Troja dans le royaume des Deux-Siciles. Arrêté après la répression de 1849, il est condamné à l'exil « perpétuel », puis est contraint de se réfugier dans le royaume de Sardaigne. Il a, en 1851, à Turin, un fils Vittorio Scialoja, qui sera juriste et ministre. 
À Turin, il poursuit ses études d'économie dans le seul but d'entrer dans le parti  libéral de Cavour. Il l'atteste dans ses célèbres œuvres  : Carestia e governo (La famine et le gouvernement) (1853) et Note e confronti dei bilanci del Regno di Napoli e Stati Sardi (Notes sur l'état financier du royaume de Naples et des États sardes) (1857).

## Travaux
- 1840 - Prinicipi di economia sociale
- 1853 - Carestia e governo
- 1857 - Note e confronti dei bilanci del Regno di Napoli e Stati Sardi

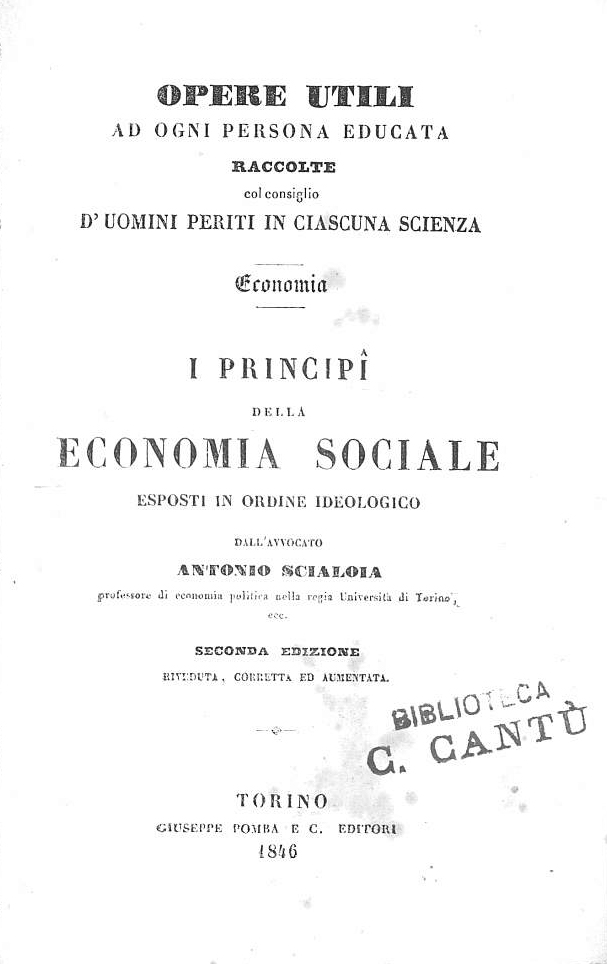
Principi della economia sociale, édition du 1846